# آویا بی‌اچ-۱۷
آویا بی‌اچ-۱۷ (به انگلیسی: Avia_BH-17) یک هواگرد ملخ‌پیشین تک‌موتوره از نوع جنگنده ساخت شرکت Avia است. هواگرد آویا بی‌اچ-۱۷ نخستین پروازش را در ۱۹۲۴ میلادی انجام داد. در مجموع، تعداد ۲۴ فروند از این هواگرد ساخته شده‌است.
طراح این هواگرد، Pavel Beneš and Miroslav Hajn بود.